# Хадли Фарм
51° 32′ 38″ С; 0° 36′ 32″ И / 51.54387° С; 0.60883° И
Хадли Фарм (енгл. Hadleigh Farm) је локалитет намењен такмичењима у брдском бициклизму током Летњих олимпијских игара 2012. године. Налази се у близини градића Хадли у грофовији Есекс.
Локалитет је у власништву протестантске секте Војска спаса и служи као образовни и радни камп. Са фарме се пружа поглед ка југу на естуар Темзе, док се у централном делу фарме на једном брежуљку налазе рушевине замка Хадли грађеног током 1230их година за време владавине Хенрија III. Сам замак се сматра једним од највреднијих материјалних остатака из позног средњег века у овом делу Енглеске. 